# Najmłodszy książę
Najmłodszy książę – singel polskiego rapera White’a 2115. Singel został wydany 9 maja 2024.

## Geneza utworu i historia wydania
Piosenka została napisana i skomponowana przez Sebastiana Czekaja i Mikołaja Vargasa, który również odpowiada za produkcję utworu. 
Singel ukazał się w formacie digital download 9 maja 2024 w Polsce wydaniem własnym w dystrybucji Sony Music Entertainment Poland.

## Teledysk
Do utworu powstał teledysk w reżyserii Alexa Pak i Dimy Zinych, który udostępniono w dniu premiery singla za pośrednictwem serwisu YouTube.

## Lista utworów
- Digital download[2]

1. „Najmłodszy książę” – 2:43

## Notowania

### Pozycje na listach sprzedaży
| Kraj   | Lista (2024)             | Najwyższa pozycja |
| ------ | ------------------------ | ----------------- |
| Polska | Billboard Poland Songs   | 23                |
| Polska | OLiS – single w streamie | 22                |